# Roednytsja
Roednytsja (Oekraïens: Рудниця, Russisch: Рудница, Pools: Rudnickie, Duits: Rudnyzja) is een stedelijke nederzetting in het oblast Vinnytsja, Oekraïne.

## Galerij

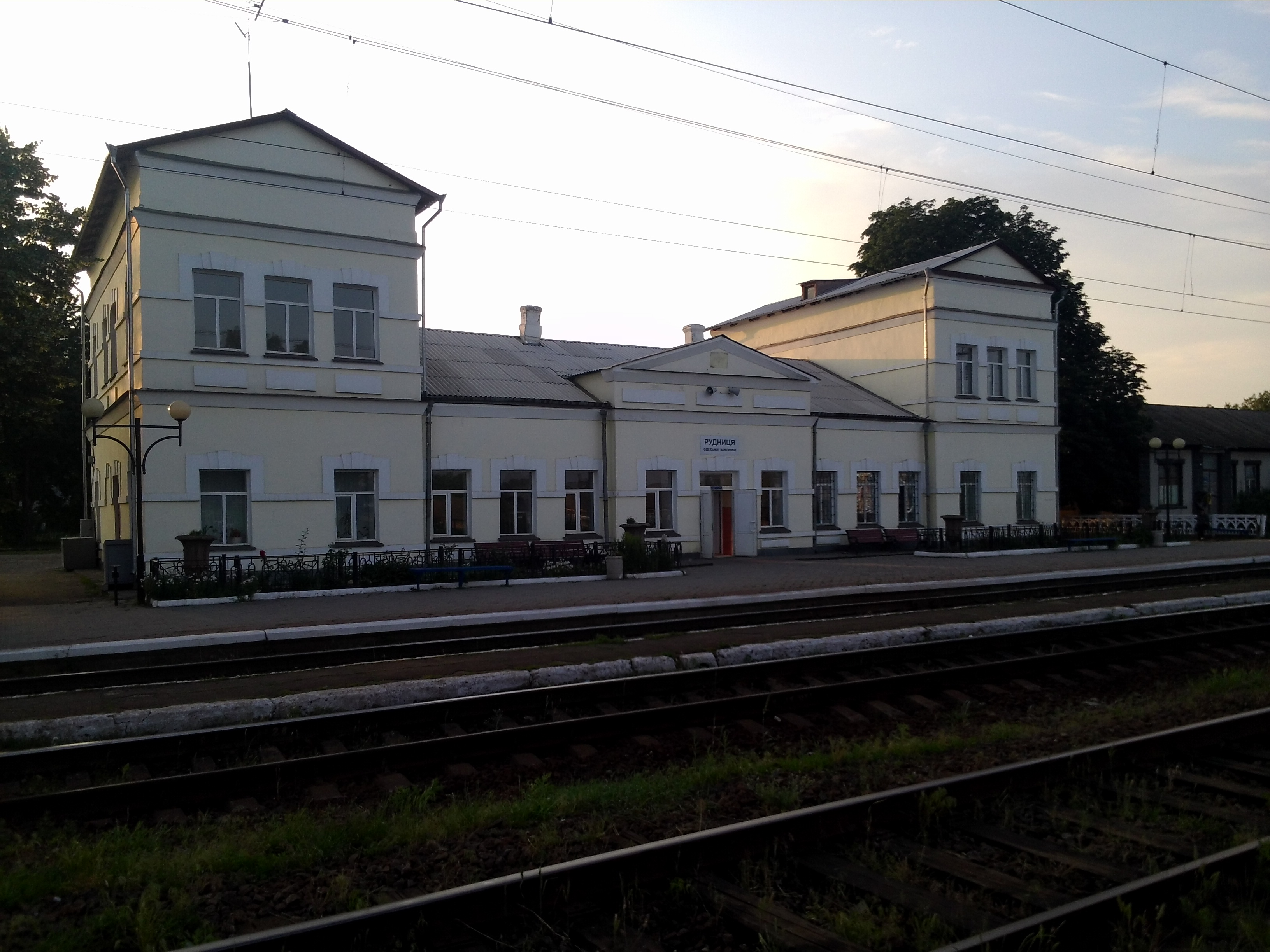
Treinstation
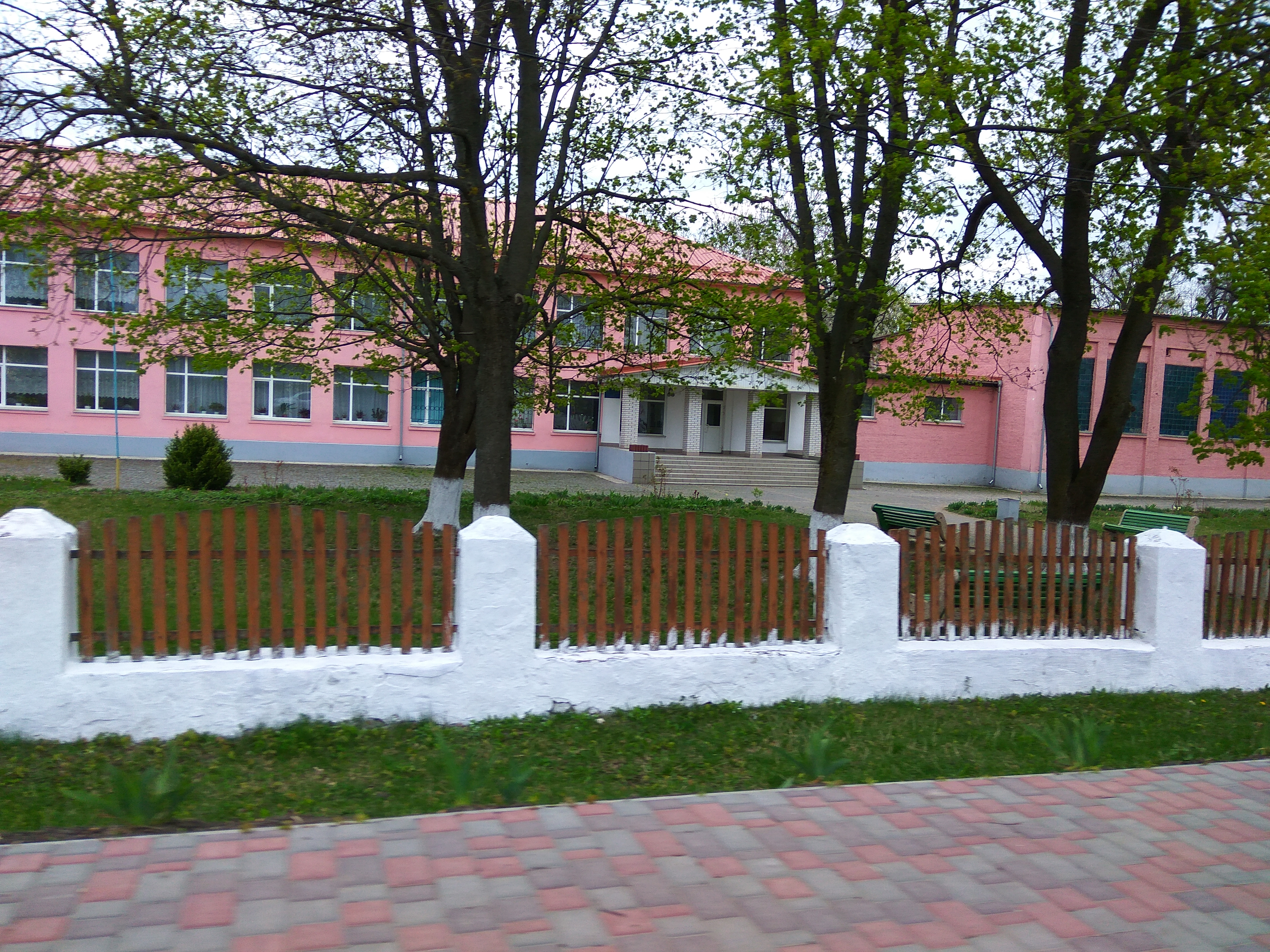
School
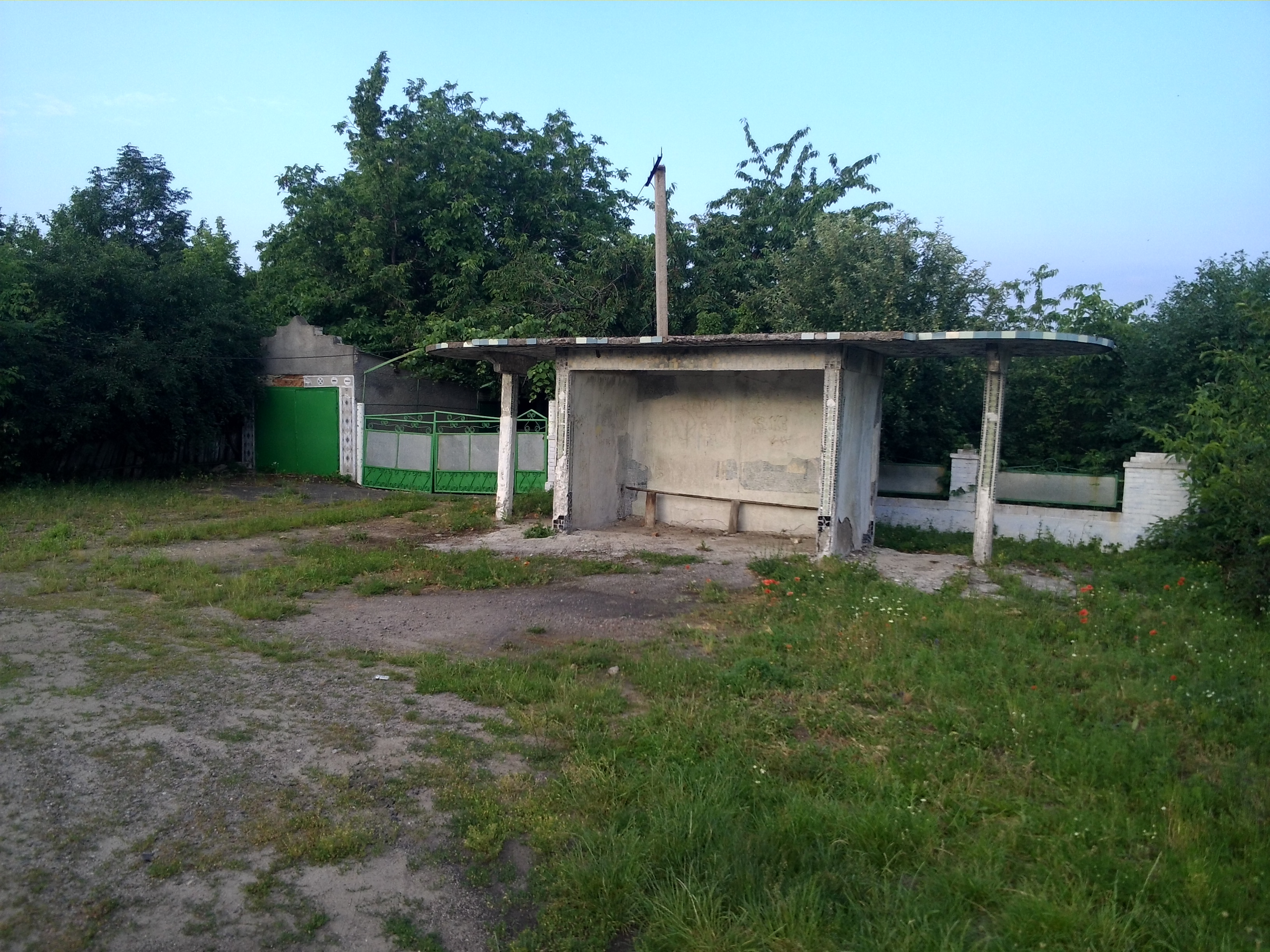
Busstation